# Lisburn Ladies Football Club
Maillots
Actualités
Le Lisburn Ladies Football Club est un club féminin de football amateur basé dans la ville de Lisburn en Irlande du Nord. L'équipe première évolue dans le championnat féminin de première division. 

## Histoire
Le Lisburn Ladies est fondé en 2010. Après avoir évolué cinq ans dans les division régionale de l'Irlande du Nord, Lisburn accède au Championship, c'est-à-dire à la deuxième division nord-irlandaise. Le club remporte le chammpionnat en 2021 en restant invaincu tout au long de la saison et gagne ainsi le droit de disputer le championnat d'Irlande du Nord féminin pour la saison 2022.
La première saison dans l'élite nord-irlandaise est positive. Le Lisburn Ladies termine à la 6e place avec cinq victoires. En 2023, Lisburn confirme sa présence avec une nouvelle sixième place.
En 2024, pour sa troisième saison consécutive en première division, le Lisburn Ladies est rejoint dans le championnat par une deuxième équipe de la ville, le Lisburn Rangers. L'équipe est aussi sélectionnée par sa fédération pour participer à la Women's All-Island Cup.